# Sangha (Gari-Gombo)
Pour les articles homonymes, voir Sangha.
Sangha est un petit village situé dans la région de l'Est du Cameroun. Le village de Sangha dépend du département du Boumba-et-Ngoko et de la commune du Gari-Gombo. Situé dans la zone sud-est du Cameroun, le village se trouve à proximité de la frontière avec la République centrafricaine.

## Population
Le recensement de 2005 fait était de 215 habitants dont 104 hommes et 111 femmes.